# PNG Football Stadium
PNG Football Stadium – stadion piłkarski w Port Moresby, stolicy Papui-Nowej Gwinei. Został otwarty w 2016 roku. Może pomieścić 5000 widzów. Znajduje się tuż obok Sir John Guise Stadium.
Stadion powstał w 2016 roku w związku z organizacją piłkarskich mistrzostw świata kobiet do lat 20. W listopadzie 2016 roku obiekt był gospodarzem sześciu spotkań fazy grupowej w ramach tego turnieju.